# 석패율제
석패율제(惜敗率制)는 선거 제도 중 하나로, 소선거구제 선거의 지역구에서 아깝게 당선되지 못한 후보를 비례대표로 당선될 수 있게 하는 제도이다.

## 방식
정당명부식 비례대표제에서 석패율제에 의해 지역구와 비례대표에 동시출마하는 후보들이 있을 경우 당에서 정한 순번에 그 후보들을 등재한다. 지역구와 비례대표에 동시출마하는 후보는 한 비례대표 순번에 둘 이상 등재되는 것이 가능하며, 이 경우 그 순번이 당선권에 속한다면 지역구 득표율이 기준을 충족하는 후보들(지역구 당선자 제외) 중 석패율이 가장 높은 후보가 비례대표에 당선될 수 있다.
석패율을 계산하는 공식은 (낙선자 득표수 ÷ 당선자 득표수)로 한다. 예를 들어 어떤 지역구에 후보 A와 B가 출마하였는데 후보 A는 1만 표를 얻어 당선되고 후보 B는 9천 표를 얻어 낙선했다면 B의 석패율은 (9000 ÷ 10000)이므로 90%가 된다.
- 지역구 당선, 비례대표 불출마: 그대로 지역구 당선자로 인정된다.
- 지역구 당선, 비례대표 낙선: 위의 경우와 같다. 비례대표 의석 수 부족으로 낙선했더라도 지역구 당선에는 영향을 미치지 않는다.
- 지역구 당선, 비례대표 당선권: 지역구 당선자로 인정되고 비례대표에 중복 당선될 필요가 없다. 당연히 그 순번에 등재된 후보들의 석패율을 비교할 때도 대상에서 제외된다. 그 순번에 다른 비례대표 당선자가 없을 경우 당선권이 승계된다.
- 지역구 낙선, 비례대표 당선권: 지역구 득표율이 기준을 충족하는 경우 석패율을 비교하여 석패율이 가장 높은 후보가 비례대표 당선자로 인정된다. 그 순번에 지역구 당선자를 제외한 후보들이 모두 기준을 충족하지 못한 경우 모두 낙선처리되고 당선권이 승계된다.

## 예시
선겨 결과 비례대표로 5석을 얻게 된 당의 비례대표 명부가 다음과 같다고 가정하고(*표는 지역구 동시출마 후보를 위한 순번) 당선자를 결정한다면, (석패율 당선을 위한 최저 득표율 기준은 10%라고 가정)
| 순번 | 후보자                                               | 후보자                                               | 후보자                                               |
| ---- | ---------------------------------------------------- | ---------------------------------------------------- | ---------------------------------------------------- |
| 1    | 후보 A (지역구 불출마)                               | 후보 A (지역구 불출마)                               | 후보 A (지역구 불출마)                               |
| *2   | 후보 B1 (지역구 당선)                                | 후보 B2 (지역구 당선)                                | 후보 B3 (지역구 당선)                                |
| 3    | 후보 C (지역구 불출마)                               | 후보 C (지역구 불출마)                               | 후보 C (지역구 불출마)                               |
| *4   | 후보 D1 (지역구 낙선, 득표율 40%, 당선자 득표율 48%) | 후보 D2 (지역구 당선)                                | 후보 D3 (지역구 낙선, 득표율 34%, 당선자 득표율 36%) |
| 5    | 후보 E (지역구 불출마)                               | 후보 E (지역구 불출마)                               | 후보 E (지역구 불출마)                               |
| *6   | 후보 F1 (지역구 당선)                                | 후보 F2 (지역구 낙선, 득표율 15%, 당선자 득표율 40%) | 후보 F3 (지역구 낙선, 득표율 8%, 당선자 득표율 20%)  |
| 7    | 후보 G (지역구 불출마)                               | 후보 G (지역구 불출마)                               | 후보 G (지역구 불출마)                               |
| ...  |                                                      |                                                      |                                                      |

- 당선권인 1번의 후보 A와 3번의 후보 C, 5번의 후보 E는 그대로 당선된다.
- 2번의 세 후보들은 당선권이지만 모두 지역구에서 당선됐으므로 비례대표에 중복 당선되지 않는다. 즉, 2번에는 비례대표에 당선될 대상이 없기 때문에 비례대표 의석이 6번까지 승계된다.
- 4번은 2번과 마찬가지로 석패율 순번이므로 석패율을 비교하게 된다. 우선, 지역구에 당선된 후보 D2를 제외하면 남은 후보는 D1과 D3인데, 득표율은 D1 40%, D3 34%로 D1이 더 높지만 석패율을 비교해 보면 D1은 40÷48 해서 약 83.3%, D3은 34÷36 해서 약 94.4%로 D3의 석패율이 앞서므로 비례대표 4번으로 당선될 후보는 D3이다.
- 6번은 2번에 등록된 세 후보들이 모두 지역구에 당선되어 의석을 승계받게 되는데, 6번도 역시 석패율 순번이므로 석패율을 비교하게 된다. 우선, 지역구에 당선된 후보 F1을 제외하면 남은 후보는 F2와 F3인데, 석패율을 비교해 보면 F2는 15÷40 해서 37.5%, F3은 8÷20 해서 40%로 F3의 석패율이 앞서지만 F3의 득표율은 최저 득표율 기준인 10%에 못 미치므로 낙선, 비례대표 6번으로 당선될 후보는 F2이다.

이 결과를 표로 나타내 보면 다음과 같다. 녹색은 비례대표 당선 의석, 청색은 지역구 당선으로 인한 승계 의석, 홍색은 낙선자를 의미한다.
| 순번 | 후보자                              | 후보자                              | 후보자                              | 비고  |
| ---- | ----------------------------------- | ----------------------------------- | ----------------------------------- | ----- |
| 1    | 후보 A (지역구 불출마)              | 후보 A (지역구 불출마)              | 후보 A (지역구 불출마)              | 1/5석 |
| *2   | 후보 B1 (지역구 당선)               | 후보 B2 (지역구 당선)               | 후보 B3 (지역구 당선)               | 승계  |
| 3    | 후보 C (지역구 불출마)              | 후보 C (지역구 불출마)              | 후보 C (지역구 불출마)              | 2/5석 |
| *4   | 후보 D1 (지역구 낙선, 석패율 83.3%) | 후보 D2 (지역구 당선)               | 후보 D3 (지역구 낙선, 석패율 94.4%) | 3/5석 |
| 5    | 후보 E (지역구 불출마)              | 후보 E (지역구 불출마)              | 후보 E (지역구 불출마)              | 4/5석 |
| *6   | 후보 F1 (지역구 당선)               | 후보 F2 (지역구 낙선, 석패율 37.5%) | 후보 F3 (지역구 낙선, 득표율 미달)  | 5/5석 |
| 7    | 후보 G (지역구 불출마)              | 후보 G (지역구 불출마)              | 후보 G (지역구 불출마)              | 낙선  |
| ...  |                                     |                                     |                                     |       |

## 장단점
정당 내 공천 갈등이 완화되는 효과가 있고 정당의 열세 지역에서도 후보자 당선이 가능해 지역주의 완화에 도움이 될 수 있다는 점이 장점으로 꼽힌다.
단점으로는 거대 정당의 유력 정치인들이 이 제도를 이용해 너무 쉽게 당선될 수 있고, 사회 각계의 전문가를 대표로 불러들여 다양성을 확보한다는 비례대표제의 본래 취지가 옅어질 수 있다는 점이 있다.

## 시행 국가
현재는 일본이 유일하게 석패율제를 채택하고 있다. 중선거구제였던 중의원 총선거를 1996년부터 소선거구제로 바꾸면서 새로 도입되었다. 참의원 통상선거에서는 석패율제를 적용하지 않는다.
대한민국에서도 지역주의 완화를 위한 방안으로 석패율제를 도입하자는 논의가 있다. 하지만 일본에서 실제로 일어나고 있는 석패율제의 부작용을 들어 석패율제 도입을 반대하는 목소리가 있다.